# Prinz-Albrecht-Kaserne
Die Prinz-Albrecht-Kaserne in Hannover war eine Kaserne der Bundeswehr. Nach Einführung der  Wehrpflicht 1935 und dem Rüstungsprogramm des Vier-Jahres-Plans 1936 wurde Hannover zum Standort des IX. Armeekorps. Danach folgte 1937 der Bau der Prinz-Albrecht-Kaserne, der Bau der Scharnhorst-Kaserne 1938 und der Bau der Freiherr-von-Fritsch-Kaserne 1939.
Benannt wurde die Kaserne nach dem preußischen Generalfeldmarschall Prinz Albrecht von Preußen (1837–1906), von 1873 bis 1888 Kommandierender General des in Hannover stationierten X. Armee-Korps und von 1885 bis zu seinem Tod Regent des Herzogtums Braunschweig. Er war ein Sohn des gleichnamigen Generaloberst Prinz Albrecht von Preußen (1809–1872), des jüngsten Bruders Kaiser Wilhelms I., und dessen erster Ehefrau, der Prinzessin Marianne von Oranien und Nassau (1810–1883).
Am 1. Oktober 1937 wurde die neue Kaserne vom III. Bataillon des Infanterieregiments Nr. 73 unter Führung von Oberstleutnant Günther Krappe bezogen. Das Bataillon hatte sich bis dahin in einer Kaserne am Welfenplatz (Hannover) befunden.
Von 1957 bis 1994 war die Prinz-Albrecht-Kaserne Sitz des Fernmeldebataillons 1 und der 1. Panzerdivision.
Die Prinz-Albrecht-Kaserne war von einer Mauer umgeben und in strenger Nord-Süd-Ausrichtung mit dreigeschossigen Zeilen bebaut. Kantige Normbauten mit Eckquaderung und Satteldach formten das karge Areal, das von der Sündernstraße erschlossen wird. Hinter dem Tor befand sich das Stabsgebäude, ihm folgten Gemeinschaftsräume, während die Unterkunftsbauten um einen Exerzierplatz platziert sind. 
1994 wurde die Nutzung aufgegeben, das Gelände verkauft und zu einem lebendigen städtebaulichen Vorbild entwickelt, das Altes mit Neuem bei der Umnutzung von Kasernen als Wohngebiet miteinander verknüpft.